# Rohoznice (Pardubice)
Rohoznice é uma comuna checa localizada na região de Pardubice, distrito de Pardubice.